# Jacques Rambaud
 (février 2012).
- Si vous ne connaissez pas le sujet, laissez ce bandeau (vous pouvez alors contacter les auteurs).
- Si vous supprimez le contenu mis en cause (vous pouvez préalablement contacter les auteurs),

argumentez précisément cette suppression dans la page de discussion
(un manque de référence n'est pas un argument ; une recherche réelle de référence doit avoir été effectuée, être formellement documentée).

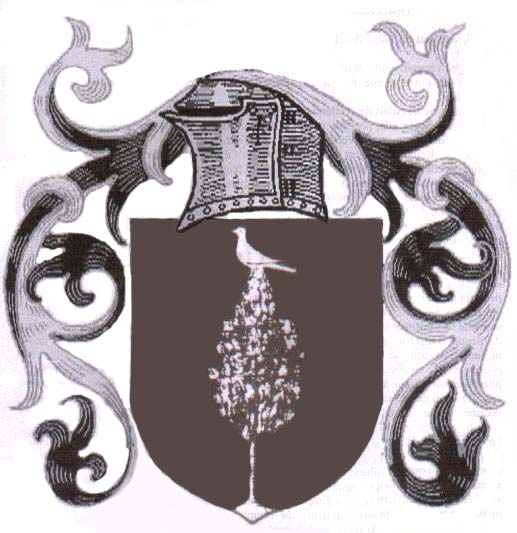
Blason des Rambaud de Furmeyer.

Jacques Rambaud (vers 1525, château d’Ancelle – 25 juillet 1594, château d’Ancelle), est un capitaine huguenot qui participe aux guerres de religion dans le Dauphiné.

## Biographie

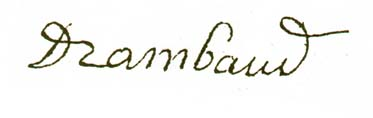
Signature de Jacques de Rambaud avant qu’il ne soit devenu le troisième capitaine Furmeyer.

Jacques de Rambaud est le fils de Guélis II Rambaud (1491-1569) et d’Anne Matheron de Peynier de la Faurie (1500–1571), fille du seigneur Pierre Matheron des Pennes et de Pétronille de Russan.
Après une courte jeunesse studieuse, Jacques étant un cadet, est pourvu d'une prébende, le 22 avril 1540. Il est déjà sous-diacre, chanoine le 18 septembre 1547 et possède donc une prébende. Il est mis en possession, le 22 avril 1549, d'une prébende à Rome. Il est nommé doyen du chapitre cathédral de Saint-Arnoux de Gap en 1551. 
Le 28 mars 1553, un monitoire est lancé par l'évêque de Gap contre les protestants. Mais Jacques est, comme un certain nombre de membres de l’église, très hésitant à rompre avec Rome et abandonner ses privilèges. Il est ensuite prévôt du chapitre cathédral de Gap.
Sous l’influence de plusieurs membres du clergé de Gap, dont l’évêque, Gabriel de Clermont-Tonnerre (1526-1571), Jacques Rambaud embrasse le protestantisme le 15 novembre 1561. Le 20 avril 1562, les ecclésiastiques le chassent pour incapacité et hérésie. Il rejoint alors le parti protestant.
De 1562 à 1566, Jacques de Rambaud, dit d'abord sieur de La Bruyère gère les biens de son frère et essaie de lui trouver des soutiens et des soldats.

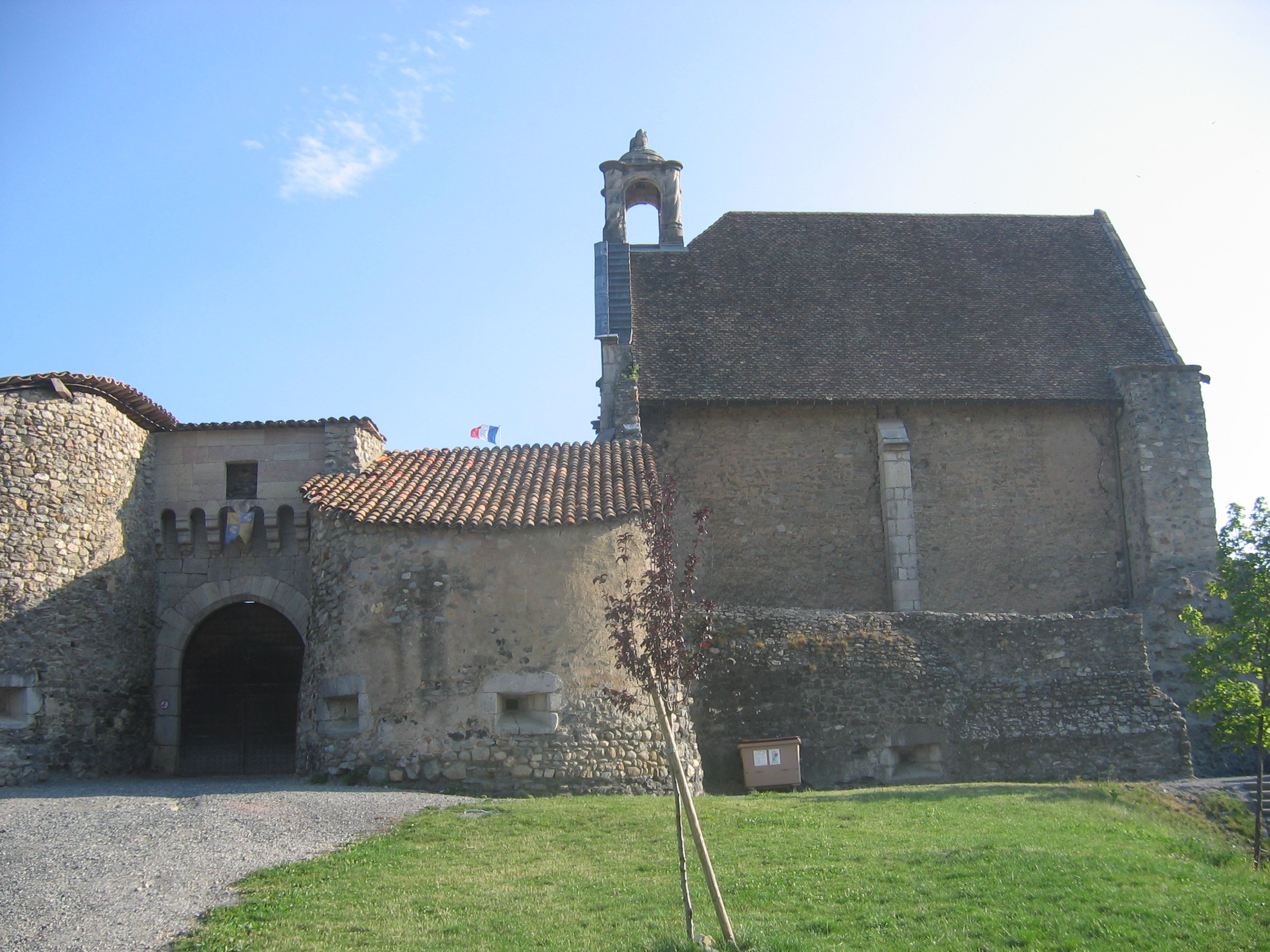
Château de Tallard, dont lui et ses frères, Antoine Rambaud, et Daniel sont gouverneurs avant et pendant les guerres de religion.

Jacques, surnommé La Bruyère, combat aux côtés de ses frères, de leur cousin François de Bonne de Lesdiguières et du baron des Adrets.
Mais, Jacques, homme cultivé est aussi un diplomate et en administrateur. Il devient gouverneur La Bâtie-Neuve en 1567. Puis, il est nommé par le capitaine Aurouze, gouverneur du Gapençois, à la fin de l’année 1567. En 1568, il est gouverneur de Tallard en 1568, à la place de son frère Daniel. Il en est chassé le 24 août 1568. Il joint à sa troupe tous les protestants qui errent dans la contrée, dont des Provençaux et prend Gap. Excédés d’être chassés de partout et massacrés impunément, ils égorgent à leur tour près de cent catholiques qu’ils trouvent en armes dans l’enclos des murailles.
Il est nommé gouverneur de Gap en 1576, pendant la cinquième guerre de religion (1574-1576), comme le confirme La Chenaye-Desbois,,,.
Jacques Rambaud hérite du nom, mais aussi des biens de son frère Daniel en 1569. Il fait construire un temple à Ancelle en 1570, qui sera démoli en vertu d’un arrêt du conseil du roi du 18 juin 1685. Son beau-frère, Gaspard de la Villette, et sa sœur héritent d'une partie de Furmeyer, en 1566, à la mort d'Antoine Rambaud, seigneur de Furmeyer. Isabeau fait un long procès à son frère Jacques pour le titre de seigneur de Furmeyer. Celui-ci se fait appeler capitaine Furmeyer à la mort de son frère Antoine. Jacques n’est vraiment seigneur majeur de Furmeyer que le 18 novembre 1578 et co-seigneur d'Ancelle.
Jacques Rambaud devient diplomate. Il est l'un des commissaires chargé par les réformés de régler avec la reine Catherine de Médicis, les conditions de l'établissement de l’Édit de Poitiers (1577) dans le Dauphiné. À cet effet, ils se trouvent à Montuel, un village perdu au fin fond de la Bresse, le 20 octobre 1579 et Jacques de Rambaud discute avec la reine des prétentions de ses coreligionnaires. Un article spécial de la requête présentée à cette occasion par les protestants à la reine-mère, stipule que Furmeyer ne pourra pas être inquiété pour son passé.
Puis, il est également choisi pour être l'un des députés qui du 12 mai au 17 juin 1581 négocient dans le bourg de Mens avec les commissionnaires du parlement de Grenoble pour tâcher, mais en vain, de rétablir la paix en Dauphiné, ,. Des courriers sont échangés avec les chefs catholiques et le roi pour essayer de trouver un arrangement. Ses courriers sont tous signés Lesdiguières, Morges, Furmeyer, Vercoyran et Mirabel. Toutes les démarches des protestants sont dirigées de Gap. Ce sont des négociations difficiles : les parlementaires de Grenoble sont presque tous favorables à la Ligue.
En 1587, Lesdiguières le choisit pour traiter avec les catholiques d'une trêve pour les villes de Gap et de Tallard. En 1588, Rambaud et Marquet rencontrèrent Monsieur de Saint-Jullian pour l'engager à rendre la ville de Gap. Plus tard, ils obtiennent la reddition des catholiques.
Jacques Rambaud est le représentant de Lesdiguières à l'assemblée de Veynes pour aller traiter avec le duc de Maine. Il fait partie d'une délégation qui doit faire comprendre au chef catholique la volonté du roi de créer des places de sécurité et de faire respecter l'Édit de Pacification. Il apparaît dans les actes qu'il réussit dans sa tâche. Le duc de Maine l'envoie à Gap, pour faire raser le fort de Gap par le sieur de Saint-Jullin. Quinze jours après, le fort n'existe plus.
Rambaud mène ensuite, pour le parti protestant, d'importantes négociations avec le gouverneur du Dauphiné et la Cour, pour le compte du futur Henri IV. Celui-ci le récompense en légitimant son fils naturel en 1595. De ce fait et comme il était né avant la réforme de 1602, on ne lui dispute point la noblesse.
Jacques de Rambaud est donc mort protestant en son château d’Ancelle le 25 juillet 1594. Il a converti au protestantisme la plus grande partie de ses vassaux, et avait établi à Ancelle un temple qui subsistera jusqu'à la Révocation de l’édit de Nantes par l'édit de Fontainebleau (1685).

### Mariage et descendance
Jacques Rambaud épouse Louise de Moustiers (1540-1607), fille d’Henri, seigneur de Ventavon et de Suzanne de Combourcier. Le mariage a lieu le 26 mai 1565 à Ventavon. Le couple n'a pas d'enfant. 
Il a un enfant illégitime, prénommé Jean, avec sa nièce Marguerite de Montauban, née en 1541, fille du seigneur Simon de Montauban et de Marguerite Rambaud. Cet enfant se marie, en 1613, avec Judith d'Armand (1601-1655).